# Communauté de communes de la Station des Rousses-Haut Jura
Die Communauté de communes de la Station des Rousses-Haut Jura ist ein französischer Gemeindeverband mit der Rechtsform einer Communauté de communes im Département Jura in der Region Bourgogne-Franche-Comté. Sie wurde am 31. Dezember 1993 gegründet und umfasst vier Gemeinden. Der Verwaltungssitz befindet sich im Ort Les Rousses.

## Mitgliedsgemeinden
| Gemeinde                                                   | Einwohner 1. Januar 2022 | Fläche km² | Dichte Einw./km² | Code INSEE | Postleitzahl |
| ---------------------------------------------------------- | ------------------------ | ---------- | ---------------- | ---------- | ------------ |
| Bois-d’Amont                                               | 1.695                    | 12,06      | 141              | 39059      | 39220        |
| Lamoura                                                    | 659                      | 22,28      | 30               | 39275      | 39310        |
| Les Rousses                                                | 3.702                    | 38,00      | 97               | 39470      | 39220        |
| Prémanon                                                   | 1.244                    | 28,18      | 44               | 39441      | 39220        |
| Communauté de communes de la Station des Rousses-Haut Jura | 7.300                    | 100,52     | 73               | –          | –            |